# Carlyn Chisholm (baronne Chisholm d'Owlpen)
Pour les articles homonymes, voir Chisholm.
Caroline Elizabeth Carlyn-Wyndham, épouse Chisholm, baronne Chisholm d'Owlpen (née le 23 décembre 1951), est une femme politique britannique et membre de la Chambre des lords, où elle siège sur les bancs conservateurs.

## Biographie
La seule fille de John Wyndham (1er baron Egremont) et de Pamela Wyndham, Lady Egremont, son frère aîné, Max Egremont, hérite des titres de famille.
Elle épouse en 1976 Colin Chisholm, fils d'Archibald Chisholm. Elle est élevée à la pairie le 16 septembre 2014 en tant que baronne Chisholm d'Owlpen, d'Owlpen dans le comté de Gloucestershire.
Amie de longue date de la reine consort Camilla, elle est choisie par cette dernière pour être l'une des six « compagnes de la reine » en 2022.